# Salvador – Kampf um die Freiheit
Salvador – Kampf um die Freiheit ist ein spanischer Spielfilm aus dem Jahr 2006 von Manuel Huerga mit Daniel Brühl, Tristán Ulloa, Leonardo Sbaraglia, Leonor Watling, Ingrid Rubio und Joaquín Hinojosa in den Hauptrollen.
Der Film basiert auf dem Buch Cuenta atrás. La historia de Salvador Puig Antich von Francesco Escribano, der die letzte Hinrichtung eines Häftlings durch die Garrote schildert: Salvador Puig Antich.
Der Film gewann den Goya-Filmpreis für das beste adaptierte Drehbuch (Lluis Arcazaro).

## Handlung
Im letzten Jahr der Franco-Diktatur lässt sich die MIL (Movimiento Ibérico de Liberación), eine Gruppierung mit anarchistischer Gesinnung, auf eine Serie von Raubüberfällen ein, um ihre oppositionellen Aktivitäten gegen die Diktatur finanzieren zu können. Salvador Puig Antich ist einer der idealistischen jungen Mitglieder der Gruppe. Die Polizei nimmt die Gruppe zunächst nicht ernst, versucht aber schließlich doch, sie dingfest zu machen.
Eine Polizeiaktion zur Verhaftung der noch aktiven Mitglieder der Gruppe endet mit einer wilden Schießerei, die den Tod eines jungen Polizisten und die Verhaftung der MIL-Mitglieder zur Folge hat. Salvador Puig Antich, der auch Schusswunden erlitten hat, wird beschuldigt, den Polizisten getötet zu haben. In einem Prozess vor dem Militärtribunal wird er unter zahlreichen Unregelmäßigkeiten – wie dem Verschwinden von Beweismitteln – zum Tode verurteilt, was durch den kürzlich verübten Mord an der Leitfigur der Diktatur, Admiral Carrero Blanco, bedingt ist. In dem Bestreben einer Machtdemonstration verurteilt das Regime Salvador zum Tode durch die Garrote.

## Kritik
kino.de nennt den Film eine „beklemmende Geschichtsstunde in elementarer Vergangenheitsbewältigung“ und stellt fest: „Der lockere Ton, der zu Anfang mit der 68er Rebellen-Romantik angeschlagen wird, wandelt sich alsbald zu einer bitteren Anklage.“

## Hintergrund
Der Film nahm im Jahr 2006 in der Festivalsektion Un certain regard bei den Filmfestspielen von Cannes teil. Am 15. September 2006 wählte die Academia de las Artes y las Ciencias Cinematográficas de España Salvador gemeinsam mit anderen Filmen als spanischen Beitrag für den Oscar aus.

## Auseinandersetzung über die historische Genauigkeit
Sowohl der Film als auch seine literarische Vorlage wurden von Seiten früherer MIL-Mitglieder und Salvadors Weggefährten aus der MIL stark kritisiert, die bestätigen, dass die politische Dimension der Figuren in Puig Antich auf ein Minimum reduziert ist und gleichzeitig das Bild ihres Gefängniswärters, des Militärgerichts sowie der Brigada Político-Social der Franco-Politik fälschlich glorifiziert wird.

## Auszeichnungen

### Goya
Lluís Arcazaro bekam 2007 den Goya-Filmpreis für das Beste adaptierte Drehbuch.
Ferner gab es im gleichen Jahr Nominierungen für den Besten Film, die Beste Kamera David Ornedes, den Besten Schnitt (Santi Borricón und Aixalá), den Besten Produzenten (Bernat Elias), die Beste Regie (Manuel Huerga), den Besten Hauptdarsteller (Daniel Brühl), die Beste Filmmusik (Lluís Llach), den Besten Ton (Alastair Widgery, Calleja und Ferrán Piquer) sowie den Besten Nebendarsteller (Leonardo Sbaraglia).

### Premio de Círculo de Escritores Cinematográficos
Hier gab es, ebenfalls im Jahr 2007, Nominierungen für Daniel Brühl (Bester Darsteller), Aizalá und Santi Borricón (Bester Schnitt), Lluís Llach (Beste Musik) sowie Lluís Arcarazo (Bestes adaptiertes Drehbuch).

### Flanders International Film Festival
Hier wurde Manuel Huerga 2006 für den Grand Prix nominiert.

### Fotogramas de Plata
2007 wurde Daniel Brühl als Bester Schauspieler nominiert.

### Premios Ondas
2006 gewann Manuel Huerga den Premio Cinemania.

### Toulouse Cinespaña
2006 gewann Manuel Huerga den Premio de la audiencia und bekam eine Violette d'or-Nominierung.

### Unión de Actores
2007 gingen Nominierungen an Daniel Brühl für die beste männliche Hauptrolle sowie an Ingrid Rubio für die beste weibliche Nebendarstellerin.